# Gynocardia
Gynocardia é um género botânico pertencente à família Achariaceae, apresentando três espécies.

## Espécies
- Gynocardia antisyphilitica
- Gynocardia odorata R.Br.
- Gynocardia prainii